# Marcel Florkin
Marcel Florkin (Liège, 15 août 1900 - Liège, 3 mai 1979) est un biochimiste belge. Il fut le fondateur de la biochimie comparée qu'il enseigna à l'Université de Liège. Il reçut le prix Francqui en 1946.

## Biographie
Il participa notamment aux activités de l'Association pour le progrès intellectuel et artistique de la Wallonie en tant que régionaliste wallon.
Il appliqua les principes de la biosémiotique (biologie indicatrice) à la biochimie. 
En 1946, Marcel Florkin reçut le prix Francqui de sciences biologiques et médicales. Il était membre de l'Association pour le progrès intellectuel et artistique de la Wallonie.
Il fut l'initiateur de la fondation de la société belge de biochimie (en). En septembre 1951, avec Edouard J. Bigwood, Jean Brachet, Christian de Duve,  Lucien Massart, Paul Putzeys, Laurent Vandendriessche et Claude Lièbecq, il fixa les statuts de cette société savante.